# 루올 뎅
루올 아주 뎅(영어: Luol Ajou Deng OBE, 1985년 4월 16일~)은 남수단 태생 영국의 농구 선수, 지도자로 현역 시절 포지션은 스몰 포워드와 파워 포워드이다. 전미 농구 협회(NBA)에서 활동했으며 NBA 올스타에 2회 선정되었고 2012년에는 NBA 올디펜시브 세컨드 팀에 선정되었다. 또한 국제 대회에서 영국 대표팀의 일원으로 뛰었으며 2012년 하계 올림픽에 참가했다.
현역 은퇴 후 고국인 남수단 농구를 위해 일하고 있으며 2019년부터 남수단 농구 연맹 회장을 맡고 있다. 또한 남수단 대표팀 감독을 지냈으며 현재 대표팀 코치를 맡고 있다.